# Kreozol
Kreozol – (wzór sumaryczny: C8H10O2, nazwa systematyczna: 2-metoksy-4-metylofenol lub 4-metylogwajakol) to fenolowy związek aromatyczny będący składnikiem kreozotu drzewnego. Znajduje się także w nasionach wanilii pod postacią glikozydu.